# São Francisco de Paula (Río Grande del Sur)
São Francisco de Paula es un municipio brasileño del estado de Rio Grande do Sul, localizado a 105 kilómetros de la capital del estado, Porto Alegre. Fue fundado en 1902.
Ubicado en una microrregión conocida como "campos de cima da serra" ("pradera sobre la sierra", en español), una meseta elevada con verdes prados y bosques nativos de araucarias, la ciudad se destaca por su ambiente típicamente tradicional, donde predomina la cultura gaucha y las haciendas de ganado vacuno. 
La ciudad es parte de la comarca turística conocida como "Región de las Hortensias" y es paso obligado para visitar el parque nacional de Aparados da Serra. Se encuentra bien comunicada tanto con otras ciudades de la Sierra Gaúcha, como Gramado / Canela y Caxias do Sul, como así también con el litoral del Estado, a través de la recién concluida RS 486.
São Francisco de Paula depende en gran parte del turismo de estancias. Muchas haciendas abren sus puertas diariamente para ofrecer a los turistas shows folclóricos gauchescos, paseos a caballo y "churrasco na bala", plato típico que consiste en carne bovina asada por 7 horas en brasas colocadas dentro de un agujero cavado en la tierra.